# Agrothereutes bicolor
Agrothereutes bicolor là một loài tò vò trong họ Ichneumonidae.